# Benoît Cœuré

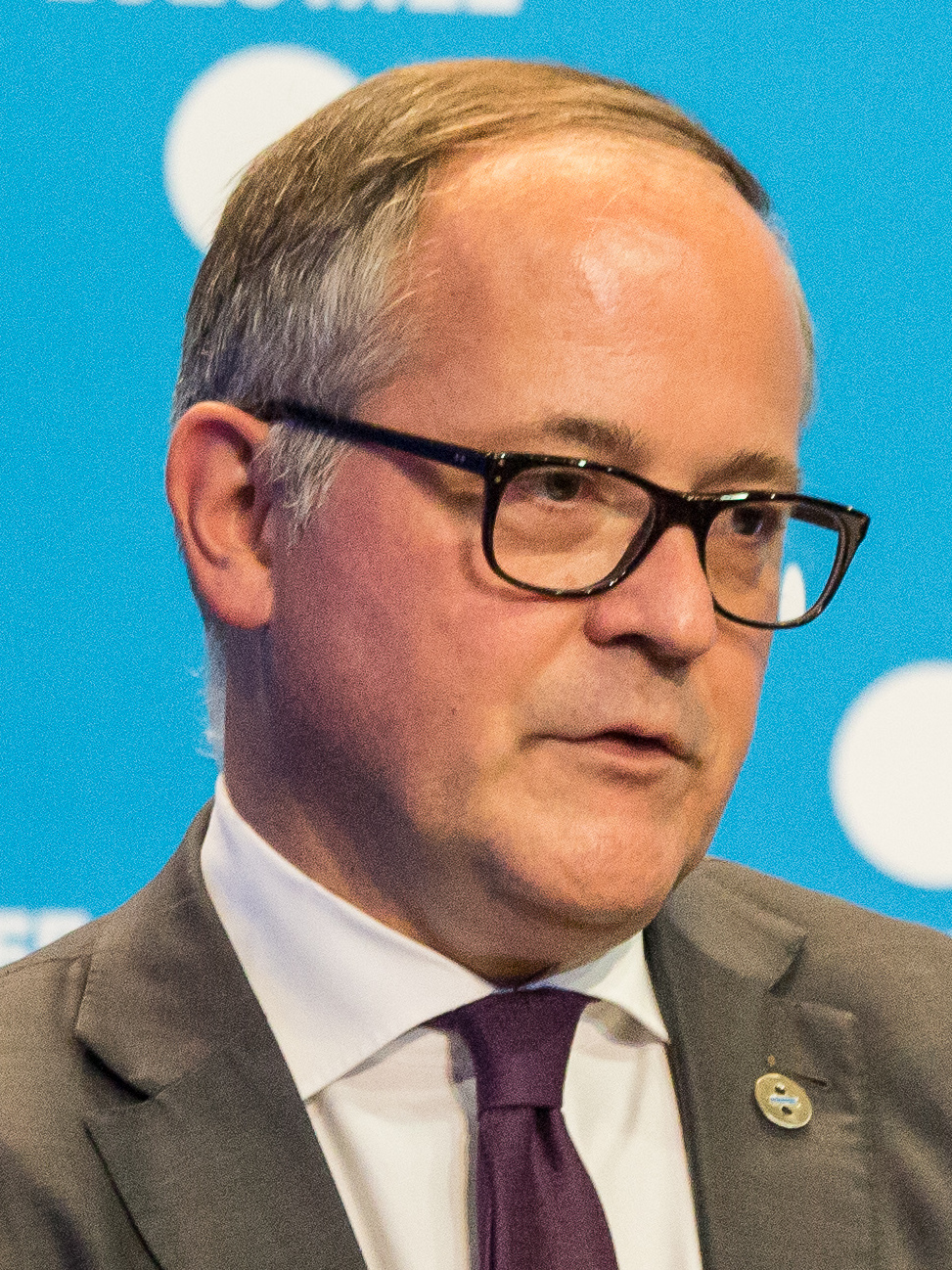
Benoît Cœuré, 2016

Benoît Cœuré (* 17. März 1969 in Grenoble, Frankreich) ist ein französischer Wirtschaftswissenschaftler. Von 2012 bis 2019 war er Direktoriumsmitglied der Europäischen Zentralbank.

## Leben
Cœuré studierte zunächst an der Elitehochschule Ecole Polytechnique (X) und parallel dazu Japanisch, danach an der École nationale de la statistique et de l’administration économique (ENSAE). Er arbeitete für das Nationale statistische Amt Frankreichs (INSEE) und war Direktor der Agence France Trésor.
Am 29. November 2011 votierten die EU-Finanzminister bei ihrem Treffen in Brüssel einstimmig für Benoît Cœuré als Direktoriumsmitglied der Europäischen Zentralbank (EZB). Im Januar 2012 trat Cœuré die Nachfolge von Lorenzo Bini Smaghi an. Nach achtjähriger Amtszeit schied er am Jahresende 2019 aus dem Gremium aus.
Am 20. Mai 2015 geriet Benoît Cœuré in die Schlagzeilen, als bekannt wurde, dass er Insiderinformationen an Hedge-Fonds weitergegeben hatte. Rechtliche Konsequenzen wurden daraus jedoch nicht gezogen, da die Frage, ob die EZB publizitätspflichtig ist, nicht abschließend geklärt ist.
Im Anschluss an seine Tätigkeit bei der EZB wechselte Cœuré im Januar 2020 zur Bank für Internationalen Zahlungsausgleich, um die Leitung ihres Technologiezentrums (Innovation Hub) zu übernehmen.

## Werke (Auswahl)
- Zusammen mit Agnès Bénassy-Quéré, Pierre Jacquet und Jean Pisani-Ferry: Economic Policy: Theory and Practice. New York: Oxford University Press, 2010 (zweite Auflage 2018).
  - ursprünglich erschienen als Politique économique. Brüssel: De Boeck, 2004.
- Zusammen mit Tito Boeri, Lans Bovenberg und Andrew Roberts: Dealing with the New Giants: Rethinking the Role of Pension Funds. Genf: International Center for Monetary and Banking Studies, 2006.
- Zusammen mit Agnès Bénassy-Quéré: Economie de l'euro. Paris: La Découverte, 2002 (zweite überarbeitete Auflage 2010).

### Reden
- Rede (9. September 2014): Learning about negative interest rates (Übersetzung hier)
- Rede (14. November 2014): The global and European aspects of policy coordination
- Rede (2. Februar 2015): Lamfalussy was right: independence and interdependence in a monetary union